# Сокирницька сільська рада
| Сокирницька сільська рада — колишній орган місцевого самоврядування у Хустському районі Закарпатської області з адміністративним центром у с. Сокирниця. Сільській раді підпорядковані населені пункти: - с. Сокирниця |

## Склад ради
Рада складається з 30 депутатів та голови.

## Керівний склад сільської ради
| ПІБ                        | Основні відомості                                                 | Дата обрання | Дата звільнення |
| -------------------------- | ----------------------------------------------------------------- | ------------ | --------------- |
| Баняс Володимир Васильович | Сільський голова, 1959 року народження, освіта, безпартійний      | 26.03.2006   | 31.10.2010      |
| Іванчо Юрій Олексійович    | Сільський голова, 1961 року народження, освіта вища, безпартійний | 31.10.2010   |                 |

Примітка: таблиця складена за даними джерела